# Mimus macdonaldi
El sinsonte de Española (Mimus macdonaldi) es una especie de ave endémica de las islas Galápagos que sólo puebla la isla Española o Hood.